# Okręg wyborczy nr 4 do Senatu Rzeczypospolitej Polskiej (2001–2011)
Okręg wyborczy nr 4 do Senatu Rzeczypospolitej Polskiej obejmował w latach 2001–2011 obszar miasta na prawach powiatu Bydgoszczy oraz powiatów bydgoskiego, inowrocławskiego, mogileńskiego, nakielskiego, sępoleńskiego, świeckiego, tucholskiego i żnińskiego (województwo kujawsko-pomorskie). Wybierano w nim 2 senatorów na zasadzie większości względnej.
Powstał w 2001, jego obszar należał wcześniej do okręgu obejmującego województwo bydgoskie. Zniesiony został w 2011, na jego obszarze utworzono nowe okręgi nr 9 i 10.
Siedzibą okręgowej komisji wyborczej była Bydgoszcz.

## Reprezentanci okręgu
| Rok  | Senator komitet wyborczy                | Senator komitet wyborczy                                    | Senator komitet wyborczy                | Senator komitet wyborczy                                       |
| ---- | --------------------------------------- | ----------------------------------------------------------- | --------------------------------------- | -------------------------------------------------------------- |
| 2001 |                                         | Dorota Kempka KKW Sojusz Lewicy Demokratycznej – Unia Pracy |                                         | Zygmunt Cybulski KKW Sojusz Lewicy Demokratycznej – Unia Pracy |
| 2005 |                                         | Radosław Sikorski Prawo i Sprawiedliwość                    |                                         | Kosma Złotowski Prawo i Sprawiedliwość                         |
| 2007 |                                         | Jan Rulewski Platforma Obywatelska RP                       |                                         | Zbigniew Pawłowicz Platforma Obywatelska RP                    |
| 2011 | okręg zniesiony, patrz okręgi nr 9 i 10 | okręg zniesiony, patrz okręgi nr 9 i 10                     | okręg zniesiony, patrz okręgi nr 9 i 10 | okręg zniesiony, patrz okręgi nr 9 i 10                        |

## Wyniki wyborów
Symbolem „●” oznaczono senatorów ubiegających się o reelekcję.

### Wybory parlamentarne 2001
| Kandydat                                              | Kandydat             | Komitet wyborczy                                     | Głosów  |
| ----------------------------------------------------- | -------------------- | ---------------------------------------------------- | ------- |
|                                                       | Dorota Kempka●       | KKW Sojusz Lewicy Demokratycznej – Unia Pracy        | 139 663 |
|                                                       | Zygmunt Cybulski     | KKW Sojusz Lewicy Demokratycznej – Unia Pracy        | 135 290 |
|                                                       | Bogdan Dzakanowski   | Liga Polskich Rodzin                                 | 70 403  |
|                                                       | Maciej Świątkowski●  | KWW Blok Senat 2001                                  | 63 517  |
|                                                       | Wiesława Kaźmierczak | Samoobrona Rzeczpospolitej Polskiej                  | 57 564  |
|                                                       | Maria Kurnatowska    | Polskie Stronnictwo Ludowe                           | 43 239  |
|                                                       | Henryk Sobczak       | Polskie Stronnictwo Ludowe                           | 28 971  |
|                                                       | Irena Maciejewska    | Konserwatywno-Liberalna Partia Unia Polityki Realnej | 18 900  |
|                                                       | Andrzej Szymański    | Polska Unia Gospodarcza                              | 17 978  |
| Frekwencja: 46,52% Źródło: Państwowa Komisja Wyborcza |                      |                                                      |         |

*Dorota Kempka i Maciej Świątkowski reprezentowali w Senacie IV kadencji (1997–2001) województwo bydgoskie.

### Wybory parlamentarne 2005
| Kandydat                                              | Kandydat            | Komitet wyborczy                    | Głosów |
| ----------------------------------------------------- | ------------------- | ----------------------------------- | ------ |
|                                                       | Radosław Sikorski   | Prawo i Sprawiedliwość              | 76 370 |
|                                                       | Kosma Złotowski     | Prawo i Sprawiedliwość              | 59 986 |
|                                                       | Andrzej Kobiak      | Platforma Obywatelska RP            | 59 017 |
|                                                       | Jan Rulewski        | KWW Jana Rulewskiego                | 55 350 |
|                                                       | Zygmunt Cybulski●   | Sojusz Lewicy Demokratycznej        | 44 268 |
|                                                       | Lech Zielonka       | Samoobrona Rzeczpospolitej Polskiej | 37 543 |
|                                                       | Ryszard Zawiszewski | Sojusz Lewicy Demokratycznej        | 36 516 |
|                                                       | Andrzej Dorszewski  | Liga Polskich Rodzin                | 22 880 |
|                                                       | Marek Kazimierski   | Polskie Stronnictwo Ludowe          | 22 249 |
|                                                       | Stanisław Grodzicki | Liga Polskich Rodzin                | 20 568 |
|                                                       | Stanisław Słomski   | Socjaldemokracja Polska             | 13 301 |
|                                                       | Stefan Pastuszewski | KWW Stefana Pastuszewskiego         | 11 437 |
|                                                       | Mieczysław Naparty  | Partia Demokratyczna – demokraci.pl | 11 158 |
|                                                       | Bogdan Dzakanowski  | Centrum                             | 9485   |
| Frekwencja: 37,97% Źródło: Państwowa Komisja Wyborcza |                     |                                     |        |

### Wybory parlamentarne 2007
| Kandydat                                              | Kandydat           | Komitet wyborczy                      | Głosów  |
| ----------------------------------------------------- | ------------------ | ------------------------------------- | ------- |
|                                                       | Jan Rulewski       | Platforma Obywatelska RP              | 142 054 |
|                                                       | Zbigniew Pawłowicz | Platforma Obywatelska RP              | 140 606 |
|                                                       | Kosma Złotowski●   | Prawo i Sprawiedliwość                | 86 750  |
|                                                       | Ryszard Grobelski  | Prawo i Sprawiedliwość                | 84 950  |
|                                                       | Adam Marcinkowski  | KKW Lewica i Demokraci SLD+SDPL+PD+UP | 81 007  |
|                                                       | Jan Szopiński      | KKW Lewica i Demokraci SLD+SDPL+PD+UP | 72 186  |
|                                                       | Stanisław Barłóg   | Polskie Stronnictwo Ludowe            | 47 448  |
|                                                       | Wiesław Wróbel     | Samoobrona Rzeczpospolitej Polskiej   | 13 722  |
|                                                       | Rafał Kriger       | Narodowe Odrodzenie Polski            | 8311    |
|                                                       | Roman Puchowski    | Unia Polityki Realnej                 | 8276    |
| Frekwencja: 53,26% Źródło: Państwowa Komisja Wyborcza |                    |                                       |         |